# Carlos Sánchez (football, 1986)
Pour les articles homonymes, voir Carlos Sánchez.
Carlos Alberto Sánchez Moreno, dit Carlos Sánchez, né le 6 février 1986 à Quibdó (Colombie), est un footballeur international colombien qui évolue au poste de milieu de terrain.

## Biographie
Il est sélectionné pour la première fois en équipe nationale de Colombie (victoire 4-0 contre le Panama) le 9 mai 2007, où il est d'ailleurs désigné "homme du match". Ses prestations suivantes en sélection contre l'Argentine et le Brésil (à l'automne 2007) en font un pilier du onze colombien, à seulement 21 ans.
Il arrive à Valenciennes lors du mercato estival 2007 où il s'impose rapidement comme un cadre de l'équipe nordiste, sous les ordres d'Antoine Kombouaré. Le 13 décembre 2008, il inscrit son premier pour le club hennuyer lors d'une victoire 3-1 contre Monaco au stade Nungesser. À partir de la saison 2009-2010 il s'affirme comme un élément essentiel de Philippe Montanier. Le 13 mars 2012, lors de la 27e journée, il est expulsé dès la 3e minute d'un match contre Saint-Étienne perdu 1-2. Daniel Sanchez ne le fera pas rejouer avant la 36e journée contre Paris.
Arrivé en fin de contrat en juin 2012, il s'engage avec le club chilien Club Social de Deportes Rangers avant d'être prêté directement dans son ancien club, le VAFC. Cette opération soulève des questions sur sa régularité, notamment dans l'enquête que Cash Investigation consacre aux dérives du foot business en 2013.
En août 2013, l'international colombien signe pour trois saisons avec Elche.
Après une saison en Espagne, il rejoint Aston Villa pour quatre saisons. Paul Lambert le titularise très régulièrement. Son successeur Tim Sherwood lui fait moins confiance, mais à partir de novembre 2015, après un début de saison catastrophique, son remplaçant Rémi Garde redonne du temps de jeu au Colombien.
Le 10 août 2016, après une saison qui a vu les "Villans" être relégués en Championship, Carlos Sánchez est prêté à la Fiorentina en Série A. Il prend part à 41 matchs toutes compétitions confondues avant de s'engager définitivement avec le club italien en juillet 2017.
Le 31 janvier 2018, il est prêté pour six mois à l'Espanyol de Barcelone.
En mai 2018, il fait partie des vingt-trois joueurs colombiens sélectionnés pour disputer la Coupe du monde 2018.
Le 19 juin 2018, Carlos Sánchez est le premier joueur à recevoir un carton rouge lors de la Coupe du monde 2018 à l'occasion de la rencontre qui oppose le Japon à la Colombie. La sanction tombe au bout de deux minutes et cinquante-deux secondes pour avoir détourné un tir du bras dans la surface de réparation. C'est la deuxième exclusion la plus rapide de l'histoire de la Coupe du monde après celle de l'Uruguayen José Batista en 1986.
Le 9 août 2018, il quitte la Fiorentina et s'engage pour deux ans avec West Ham United.
Laissé libre par le club londonien à l'été 2020, le colombien s'est engagé début mars 2021 avec le club de Watford (Championship), actuellement à la lutte pour essayer de regagner la Premier League.

## Carrière de joueur
| Saison                | Club                         | Championnat           | Championnat | Championnat | Coupe nationale | Coupe nationale | Coupe de la Ligue | Coupe de la Ligue | Compétition(s) continentale(s) | Compétition(s) continentale(s) | Compétition(s) continentale(s) | Total | Total |
| Saison                | Club                         | Division              | M.          | B.          | M.              | B.              | M.                | B.                | Comp.                          | M.                             | B.                             | M.    | B.    |
| 2005-2006             | CA River Plate               | Primera División      | 11          | 0           | -               | -               | -                 | -                 | -                              | -                              | -                              | 11    | 0     |
| 2006-2007             | CA River Plate               | Primera División      | 26          | 1           | -               | -               | -                 | -                 | -                              | -                              | -                              | 26    | 1     |
| Sous-total            | Sous-total                   | Sous-total            | 37          | 1           | -               | -               | -                 | -                 | -                              | -                              | -                              | 37    | 1     |
| 2007-2008             | Valenciennes FC              | Ligue 1               | 34          | 0           | -               | -               | 2                 | 0                 | -                              | -                              | -                              | 36    | 0     |
| 2008-2009             | Valenciennes FC              | Ligue 1               | 37          | 1           | 1               | 0               | 1                 | 0                 | -                              | -                              | -                              | 39    | 1     |
| 2009-2010             | Valenciennes FC              | Ligue 1               | 28          | 5           | 1               | 0               | 1                 | 0                 | -                              | -                              | -                              | 30    | 5     |
| 2010-2011             | Valenciennes FC              | Ligue 1               | 28          | 2           | 1               | 0               | 2                 | 0                 | -                              | -                              | -                              | 31    | 2     |
| 2011-2012             | Valenciennes FC              | Ligue 1               | 21          | 0           | 2               | 0               | -                 | -                 | -                              | -                              | -                              | 23    | 0     |
| 2012-2013             | Valenciennes FC (prêt)       | Ligue 1               | 30          | 2           | -               | -               | 1                 | 0                 | -                              | -                              | -                              | 31    | 2     |
| Sous-total            | Sous-total                   | Sous-total            | 178         | 10          | 5               | 0               | 7                 | 0                 | -                              | -                              | -                              | 190   | 10    |
| 2013-2014             | Elche CF                     | Liga                  | 30          | 0           | 1               | 0               | -                 | -                 | -                              | -                              | -                              | 31    | 0     |
| 2014-2015             | Aston Villa FC               | Premier League        | 28          | 1           | 4               | 0               | 1                 | 0                 | -                              | -                              | -                              | 33    | 1     |
| 2015-2016             | Aston Villa FC               | Premier League        | 20          | 0           | 1               | 0               | 2                 | 0                 | -                              | -                              | -                              | 23    | 0     |
| Sous-total            | Sous-total                   | Sous-total            | 48          | 1           | 5               | 0               | 3                 | 0                 | -                              | -                              | -                              | 56    | 1     |
| 2016-2017             | AC Fiorentina (prêt)         | Série A               | 31          | 1           | 2               | 0               | -                 | -                 | C3                             | 8                              | 0                              | 41    | 1     |
| 2017-2018             | AC Fiorentina                | Série A               | 9           | 1           | 2               | 0               | -                 | -                 | -                              | -                              | -                              | 11    | 1     |
| Sous-total            | Sous-total                   | Sous-total            | 40          | 2           | 4               | 0               | -                 | -                 | -                              | 8                              | 0                              | 52    | 2     |
| 2017-2018             | Espanyol de Barcelone (prêt) | Liga                  | 14          | 0           | -               | -               | -                 | -                 | -                              | -                              | -                              | 14    | 0     |
| 2018-2019             | West Ham United              | Premier League        | 7           | 0           | -               | -               | 1                 | 0                 | -                              | -                              | -                              | 8     | 0     |
| 2019-2020             | West Ham United              | Premier League        | 6           | 0           | 2               | 0               | 2                 | 0                 | -                              | -                              | -                              | 10    | 0     |
| Sous-total            | Sous-total                   | Sous-total            | 13          | 0           | 2               | 0               | 3                 | 0                 | -                              | -                              | -                              | 18    | 0     |
| 2020-2021             | West Ham United              | Championship          | 9           | 0           | -               | -               | -                 | -                 | -                              | -                              | -                              | 9     | 0     |
| 2021                  | Independiente Santa Fe       | Liga Dimayor          | 9           | 1           | 2               | 0               | -                 | -                 | -                              | -                              | -                              | 11    | 1     |
| 2022                  | Independiente Santa Fe       | Liga Dimayor          | 42          | 2           | 1               | 0               | -                 | -                 | -                              | -                              | -                              | 43    | 2     |
| Sous-total            | Sous-total                   | Sous-total            | 51          | 3           | 3               | 0               | -                 | -                 | -                              | -                              | -                              | 54    | 3     |
| 2023                  | CA San Lorenzo               | Superliga             | 23          | 0           | 4               | 0               | 13                | 0                 | CS                             | 4                              | 0                              | 44    | 0     |
| 2024                  | CA San Lorenzo               | Superliga             | 1           | 0           | -               | -               | 4                 | 0                 | CL                             | 1                              | 0                              | 6     | 0     |
| Sous-total            | Sous-total                   | Sous-total            | 24          | 0           | 4               | 0               | 17                | 0                 | -                              | 5                              | 0                              | 50    | 0     |
| 2024                  | CA Barracas Central          | Superliga             | 11          | 0           | -               | -               | -                 | -                 | -                              | -                              | -                              | 11    | 0     |
| Total sur la carrière | Total sur la carrière        | Total sur la carrière | 455         | 17          | 24              | 0               | 30                | 0                 | -                              | 13                             | 0                              | 522   | 17    |

### En sélection nationale
| Saison                | Sélection             | Phases finales          | Phases finales | Phases finales | Phases finales | Éliminatoires CDM | Éliminatoires CDM | Éliminatoires CDM | Matchs amicaux | Matchs amicaux | Matchs amicaux | Total | Total | Total |
| Saison                | Sélection             | Compétition             | M              | B              | Pd             | M                 | B                 | Pd                | M              | B              | Pd             | M     | B     | Pd    |
| --------------------- | --------------------- | ----------------------- | -------------- | -------------- | -------------- | ----------------- | ----------------- | ----------------- | -------------- | -------------- | -------------- | ----- | ----- | ----- |
| 2006-2007             | Colombie              | Copa América 2007       | -              | -              | -              | -                 | -                 | -                 | 1              | 0              | 0              | 1     | 0     | 0     |
| 2007-2008             | Colombie              | -                       | -              | -              | -              | 6                 | 0                 | 0                 | 5              | 0              | 0              | 11    | 0     | 0     |
| 2008-2009             | Colombie              | -                       | -              | -              | -              | 2                 | 0                 | 0                 | 1              | 0              | 0              | 3     | 0     | 0     |
| 2010-2011             | Colombie              | Copa América 2011       | 3              | 0              | 0              | -                 | -                 | -                 | 3              | 0              | 0              | 6     | 0     | 0     |
| 2011-2012             | Colombie              | -                       | -              | -              | -              | 3                 | 0                 | 0                 | 3              | 0              | 0              | 6     | 0     | 0     |
| 2012-2013             | Colombie              | -                       | -              | -              | -              | 5                 | 0                 | 0                 | 3              | 0              | 0              | 8     | 0     | 0     |
| 2013-2014             | Colombie              | Coupe du monde 2014     | 4              | 0              | 0              | 4                 | 0                 | 0                 | 5              | 0              | 0              | 13    | 0     | 0     |
| 2014-2015             | Colombie              | Copa América 2015       | 3              | 0              | 0              | -                 | -                 | -                 | 7              | 0              | 0              | 10    | 0     | 0     |
| 2015-2016             | Colombie              | Copa América Centenario | 4              | 0              | 0              | 3                 | 0                 | 0                 | 2              | 0              | 0              | 9     | 0     | 0     |
| 2016-2017             | Colombie              | -                       | -              | -              | -              | 8                 | 0                 | 0                 | 2              | 0              | 0              | 10    | 0     | 0     |
| 2017-2018             | Colombie              | Coupe du monde 2018     | 3              | 0              | 0              | 4                 | 0                 | 0                 | 4              | 0              | 1              | 11    | 0     | 1     |
| Total sur la carrière | Total sur la carrière | Total sur la carrière   | 17             | 0              | 0              | 35                | 0                 | 0                 | 36             | 0              | 1              | 88    | 0     | 1     |

## Palmarès

### En club
- Watford
  - Vice-champion d'Angleterre de D2 en 2021.
- Independiente Santa Fe
  - Vainqueur de la Superliga Colombiana en 2021.